# Cougar (Waszyngton)
Cougar – dawne miasto, obecnie osada (unincorporated community) w stanie Waszyngton, w Stanach Zjednoczonych. W 1990 roku liczyła 122 mieszkańców.
Cougar leży około 18 km na południowy zachód od wulkanu Mount St. Helens.